# Reckless (album, Bryan Adams)
Reckless je čtvrté studiové album kanadského rockového hudebníka Bryana Adamse. Vydáno bylo 5. listopadu 1984 prostřednictvím vydavatelství A&M Records. Album, které bylo produkováno Adamsem a Bobem Clearmountainem, se umístilo na prvním místě žebříčku Billboard 200 a zaznamenalo také úspěch v mnoha dalších hitparádách po celém světě. Celosvětově se ho prodalo přes dvanáct milionů kusů. Jako singly bylo vydáno šest písní; „Run to You“, „Somebody“, „Heaven“, „Summer of '69“, „One Night Love Affair“ a „It's Only Love“. Všechny se umístily mezi patnácti nejprodávanějšími singly dle žebříčku Billboard Hot 100.

## Seznam skladeb
Všechny skladby napsal(i) Bryan Adams a Jim Vallance. 
| Pořadí         | Název                               | Délka |
| -------------- | ----------------------------------- | ----- |
| 1.             | One Night Love Affair               | 4:32  |
| 2.             | She's Only Happy When She's Dancin' | 3:14  |
| 3.             | Run to You                          | 3:54  |
| 4.             | Heaven                              | 4:03  |
| 5.             | Somebody                            | 4:44  |
| 6.             | Summer of '69                       | 3:35  |
| 7.             | Kids Wanna Rock                     | 2:36  |
| 8.             | It's Only Love (feat. Tina Turner)  | 3:15  |
| 9.             | Long Gone                           | 3:57  |
| 10.            | Ain't Gonna Cry                     | 4:06  |
| Celková délka: | Celková délka:                      | 37:58 |

## Obsazení
- Bryan Adams – zpěv, kytara, piano
- Keith Scott – kytara, doprovodný zpěv
- Tommy Mandel – varhany, syntezátor, piano
- Dave Taylor – basová kytara, doprovodný zpěv
- Mickey Curry – bicí

- Jim Vallance – perkuse
- Pat Steward – bicí, doprovodný zpěv
- Jody Perpick – doprovodný zpěv
- Tina Turner – zpěv v písni „It's Only Love“
- Steve Smith – bicí v písni „Heaven“

Technická podpora
- Bob Clearmountain – produkce
- Michael Sauvage – mixing, technik
- Bob Ludwig – mastering